# シャードエッグ

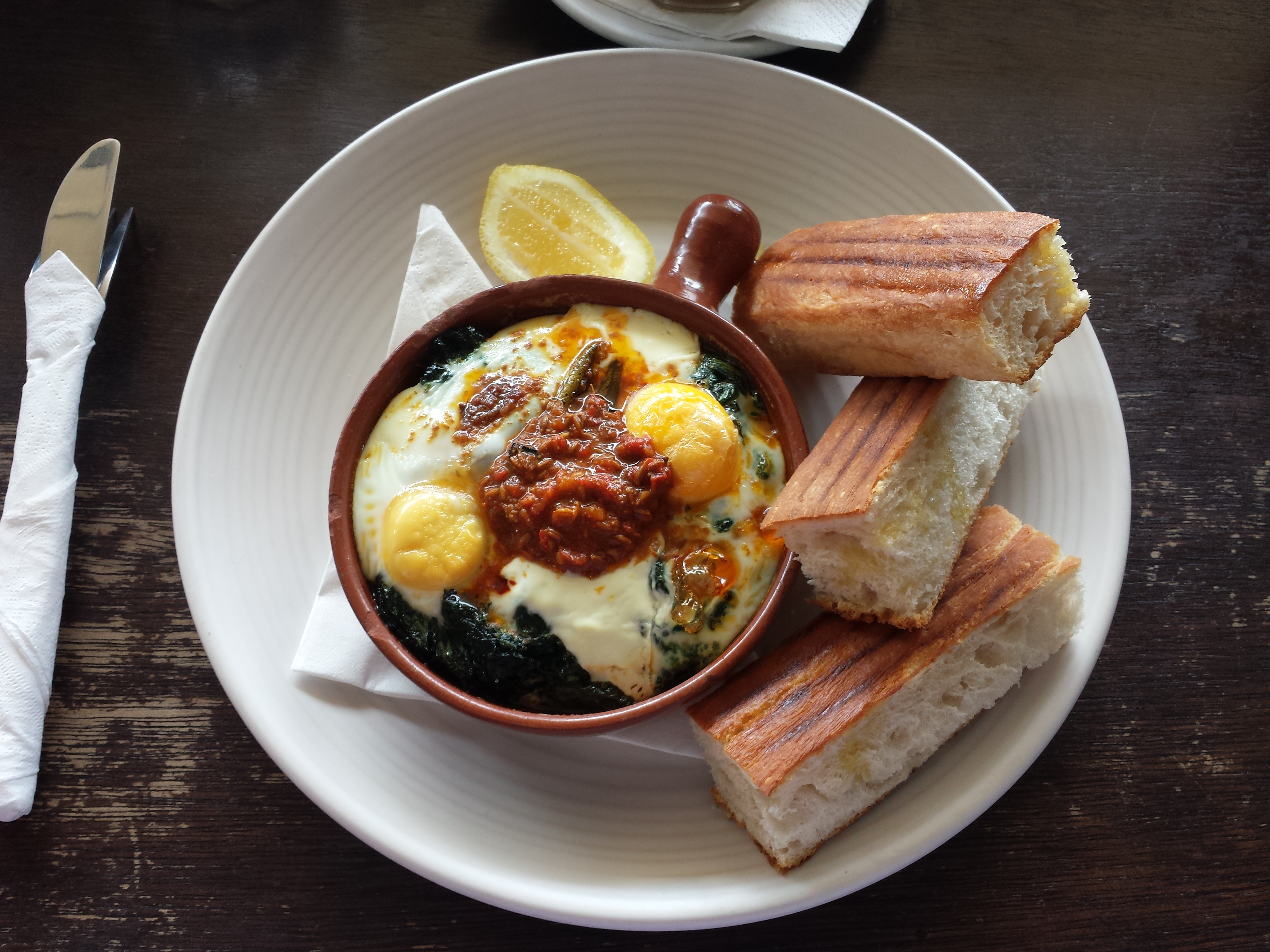

シャードエッグ（英語: Shirred Eggs）は、鶏卵をオーブンで焼いた料理。ベイクトエッグ（英語: Baked Eggs）、ココット（フランス語: Œufs cocotte）などとも呼ばれる。

## 概要
小型の耐熱皿にバターなどを塗り、鶏卵を割り入れてオーブンで焼き上げる。この食器はフランス語でココット、英語ではシャーラーと呼ばれており、料理名の由来となっている。主として朝食に提供され、アメリカ合衆国のレストランでは、目玉焼きやスクランブルエッグなどと並ぶ卵料理の選択肢の一つである。
チーズやパン粉を乗せて焼いたり、ハーブや野菜類、ベーコンやソーセージを加えることもある。またランチやディナーの一品として魚などを加えたり、ライスの上に載せたりといったアレンジも紹介されている。

## 引用文献
1. ↑  Meritt Farmer, Fannie (1896). Boston Cooking-School Cook Book. New York: Weathervane Books. pp. 94. ISBN 9780517177402
2. ↑  Simmons, Marie (2000). The Good Egg. Boston: Houghton Mifflin Co.. p. 84. ISBN 9780395909911
3. ↑  Graves, Helen (2012年2月20日). “One-Pot Winter Warmers: Baked eggs with smoked mackerel”.   AOL Lifestyle. 2012年2月24日時点のオリジナルよりアーカイブ。2012年3月30日閲覧。
4. ↑  “Shirred Eggs Always Good”. The Pueblo Indicator:  p. 8. (1928年6月30日) 2012年3月30日閲覧。